# CSKA Moscou (voleibol masculino)
O Voleibolni Klub CSKA (em russo: "Волейбольный Клуб ЦСКА) foi um clube de voleibol da cidade de Moscou

## Histórico
O departamento masculino de voleibol tornou-se muito popular nacionalmente, fundada em 1946 com base no VIIYAK (Instituto Militar de Línguas Estrangeiras do Exército Vermelho) sagrou-se vencedor em 33 edições do Campeonato Soviético, pentacampeão da Copa da URSS, tricampeão do Campeonato Russo e campeão da Copa da Rússia.No continente conquistou em 13 oportunidades o título da Liga dos Campeões da Europa e o tricampeonato da Supercopa Europeia.
Jogadores lendários já vestiram suas cores: Konstantin Reva , Vladimir Savvin, Yury Chesnokov, Georgy Mondzolevsky, Vladimir Patkin, Leonid Zayko, Vladimir Kondra, Alexander Savin, Yury Starunsky, Oleg Moliboga, Yury Sapega, Andrey Kuznetsov, Dmitry Fomin , Konstantin Ushakov, Efim Chulak , fornecendo atletas para a seleção da ex- URSS. e entre os citados alguns também atuaram como treinadores além de Sergei Kuznetsov, Givi Akhvelediani, Vladimir Alekno,Valery Kliger e outros.
Na edição da Liga A Russa de 1995-96 conquistou seu último título,  chegando na terceira posição nas temporadas de 1996-97 e 1997-98, a quarta posição na edição do período de 1998-99, sendo rebaixado na jornada 1999-00 quando terminou na décima segunda posição.Nas competições de 2000-01 terminou em sétimo lugar na Liga B Russa, em décimo na edição de 2001-02, em sexto  na liga de 2002-03. novamente em décimo na correspondente edição de 2003-04 e também em 2004-05 quando caiu para terceira divisão.
Disputou a  terceira divisão de 2005-06, na jornada seguinte quase foi extinto devido aos problemas financeiros no verão de 2007, ainda manteve-se nesta divisão até a edição de 2008-09 quando quase obteve a promoção a segunda divisão quando foi comandado pelo técnico Dmitry Fomin e em  junho de 2009 foi dissolvido, juntamente como o departamento feminino.

## Títulos conquistados
Mundial de Clubes
- Finalista:1989

 Liga dos Campeões
- Campeão:1960, 1962, 1973, 1974, 1975, 1977, 1982, 1983, 1986, 1987, 1988, 1989 e 1991
- Finalista:1961, 1963, 1981
- Terceiro posto:1992

 Supercopa Européia 
- Campeão:1987, 1988, 1991
- Finalista:1989

 Campeonato Soviético
- Campeão:1949, 1950, 1952, 1953, 1954, 1955, 1958, 1960, 1961,1962, 1965, 1966, 1970, 1971, 1972, 1973, 1974, 1974, 1975, 1976, 1977, 1978, 1979,1980, 1981, 1982, 1983, 1985, 1986, 1987, 1988,1989,1990 e 1991

 Copa da União Soviética
- Campeão:1953, 1980, 1982, 1984, 1985

 Campeonato Russo
- Campeão:1993-94, 1994-95 e 1995-96
- Finalista:1992-93
- Terceiro posto:1996-97 e 1997-98

 Copa da Rússia 
- Campeão:1993-94
- Finalista:1996-97
- Terceiro posto:1996-97 e 1997-98